# 井上正国
井上 正国（いのうえ まさくに）は、下総国高岡藩の第6代藩主。
元文4年（1739年）9月7日、尾張藩の8代藩主・徳川宗勝の十男として江戸で生まれる。はじめ父の「勝」の偏諱を受けて松平勝斯と名乗った。宝暦5年（1755年）3月22日、高岡藩主・井上正森の養子となって井上正国と名乗り、正森の娘を娶った。宝暦10年（1760年）12月7日、正森と隠居にともない家督を継いだ。12月8日に従五位下、筑後守に叙位・任官する。
宝暦11年（1761年）7月、大坂加番に任じられる。明和4年（1767年）11月8日、大坂定番に任じられ、天明8年（1788年）3月22日に奏者番に任じられるなど、諸役を歴任するが、寛政元年（1789年）3月24日に病気を理由に辞任した。
寛政3年（1791年）3月7日、養子の正紀（実兄竹腰勝起の次男）に家督を譲って隠居し、8月13日に死去した。享年53。

## 系譜
父母
- 徳川宗勝（実父）
- おすめの方、寿光院 - 倉林氏、側室（実母）
- 井上正森（養父）

正室
- 井上正森の娘

子女
- 井上正紀正室
- 酒井忠和正室

養子
- 井上正紀 - 竹腰勝起の次男